# 한내여자중학교
한내여자중학교는 대한민국 충청남도 보령시 동대동에 있는 공립 중학교이다.

## 학교 연혁
- 1981년 12월 11일 : 설립 인가 (학년 당 5학급, 총 15학급)
- 1982년 3월 9일 : 개교 (제1회 입학식)
- 1983년 12월 1일 : 벽지 학교 지정 (1989.08.31. 지정 해제)
- 1988년 1월 20일 : 학칙 변경 (학년 당 6학급, 총 18학급)
- 2023년 1월 4일 : 제39회 졸업(136명, 누계 8,625명)
- 2023년 3월 2일 : 제42회 입학(150명)
- 2024년 9월 1일 : 제16대 윤치원 교장 부임

## 참고 자료
- 한내여자중학교 - 한국교육학술정보원 학교알리미